# Pelophryne rhopophilia
Pelophryne rhopophilia es una especie de anfibio anuro de la familia Bufonidae.
Se encuentra en Malasia y, posiblemente Brunéi e Indonesia.
Su hábitat natural incluye bosques secos tropicales o subtropicales, montanos secos y marismas intermitentes de agua dulce.